# Gia đình McMahon
Gia đình McMahon là một gia đình người Hoa Kỳ gốc Ireland, chủ yếu được biết đến vì sự tham gia của họ vào môn đấu vật chuyên nghiệp. Họ là những người đồng sáng lập, những chủ sở hữu và những nhà quảng bá của công ty đấu vật lớn nhất thế giới, WWE. Vince McMahon — thế hệ quảng bá đấu vật thứ ba — là giám đốc và CEO của công ty. McMahon tham gia công ty đấu vật tầm khu vực của cha ông năm 1969, và mua lại công ty này 13 năm sau. Ông đã phát triển World Wrestling Federation lúc bấy giờ từ một công ty tầm khu vực thành một công ty mang tầm thế giới. WWF, giờ gọi là WWE ra mắt công chúng năm 1999 và ngày nay các chương trình của công ty được phát sóng tại 150 quốc gia và vùng lãnh thổ và hơn 30 ngôn ngữ khác nhau. Công ty cũng phân nhánh sang sản xuất phim và — tách riêng với WWE — bóng bầu dục Mỹ, với hai giải đấu XFL.

## Lịch sử
Khởi nguồn từ Jess McMahon, một hậu duệ của người Thomond McMahon ở vùng Tây Ireland, bắt đầu tổ chức các buổi diễn đấu vật từ 1915. Ông mất năm 1954. Jess và con trai ông, Vince McMahon, Sr., sáng lập công ty Capitol Wrestling Corporation năm 1953, và công ty được đổi tên hai lần trong khoảng thời gian ông lãnh đạo (là World Wide Wrestling Federation và sau đó là World Wrestling Federation). Vince Sr. có hai người vợ, Victoria Askew và Juanita Johnston. Khi nghỉ hưu năm 1982, Vince McMahon, con trai người vợ đầu của ông, đã mua lại công ty và giờ là giám đốc kiêm giám đốc điều hành công ty, giờ được gọi là Công ty World Wrestling Entertaiment (WWE) kể từ 2002 và Alpha Entertainment, LLC kể từ 2017.
Vince kết hôn với Linda và có hai con, con trai Shane và con gái Stephanie. Shane cưới Marissa Mazzola, và Stephanie cưới Paul Levesque, còn được biết đến với tên võ đài Triple H. Stephanie và Paul có ba cô con gái, Aurora Rose, Murphy Claire và Vaughn Evelyn. Shane và Marissa có ba cậu con trai Declan James, Kenyon Jesse và Rogan Henry. Linda từ chức giám đốc điều hành để tranh cử vào Thượng viện Hoa Kỳ ở Connecticut. Shane cũng rời WWE vào đầu năm 2010, trở thành Giám đốc và Giám đốc điều hành của Công ty You on Demand, có trụ sở tại Thành phố New York với hoạt động kinh doanh chính tại Trung Quốc, nhưng đã trở lại WWE 2016 chủ yếu xuất hiện trên truyền thông. Vince, Stephanie và Shane là ba thành viên duy nhất của nhà McMahon làm việc cho công ty vào năm 2021, mặc dù tất cả thành viên đều nắm giữ 90% cổ phần công ty thông qua cổ phiếu loại B của WWE, mà gia đình kiểm soát hoàn toàn. Đến tháng 6 năm 2016, WWE thu về doanh thu dưới 1.38 tỷ USD.
Vào tháng 12 năm 2016, Linda được Tổng thống Donald Trump đề cử làm Quản trị viên Cục quản lý Doanh nghiệp nhỏ chính phủ Hoa Kỳ, phục vụ từ 2017 đến 2019.

## Cây gia đình
|  |  |  |  |                                  |                                  | Roderick McMahon (1848—1922)     | Roderick McMahon (1848—1922)     | Roderick McMahon (1848—1922)           | Roderick McMahon (1848—1922)           | Roderick McMahon (1848—1922)           | Roderick McMahon (1848—1922)           |                                        |                                        |                                     |                                     |                                    |                                    | Elizabeth Dowling (1846—1911)     | Elizabeth Dowling (1846—1911)     | Elizabeth Dowling (1846—1911)      | Elizabeth Dowling (1846—1911)      | Elizabeth Dowling (1846—1911)      | Elizabeth Dowling (1846—1911)      |                                    |                                    |                                 |                                 |                                  |                                  |                                  |                                  |                                   |                                   |                                   |                                   |                                   |                                   |                                 |                                 |                                 |                                 |                             |                             |                                 |                                 |                                 |                                 |                                 |                                 |  |  |
|  |  |  |  |                                  |                                  | Roderick McMahon (1848—1922)     | Roderick McMahon (1848—1922)     | Roderick McMahon (1848—1922)           | Roderick McMahon (1848—1922)           | Roderick McMahon (1848—1922)           | Roderick McMahon (1848—1922)           |                                        |                                        |                                     |                                     |                                    |                                    | Elizabeth Dowling (1846—1911)     | Elizabeth Dowling (1846—1911)     | Elizabeth Dowling (1846—1911)      | Elizabeth Dowling (1846—1911)      | Elizabeth Dowling (1846—1911)      | Elizabeth Dowling (1846—1911)      |                                    |                                    |                                 |                                 |                                  |                                  |                                  |                                  |                                   |                                   |                                   |                                   |                                   |                                   |                                 |                                 |                                 |                                 |                             |                             |                                 |                                 |                                 |                                 |                                 |                                 |  |  |
|  |  |  |  |                                  |                                  |                                  |                                  |                                        |                                        | Roderick "Jess" McMahon (1882—1954)    | Roderick "Jess" McMahon (1882—1954)    | Roderick "Jess" McMahon (1882—1954)    | Roderick "Jess" McMahon (1882—1954)    | Roderick "Jess" McMahon (1882—1954) | Roderick "Jess" McMahon (1882—1954) |                                    |                                    |                                   |                                   |                                    |                                    | Rose E. Davis (1891—1997)          | Rose E. Davis (1891—1997)          | Rose E. Davis (1891—1997)          | Rose E. Davis (1891—1997)          | Rose E. Davis (1891—1997)       | Rose E. Davis (1891—1997)       |                                  |                                  |                                  |                                  |                                   |                                   |                                   |                                   |                                   |                                   |                                 |                                 |                                 |                                 |                             |                             |                                 |                                 |                                 |                                 |                                 |                                 |  |  |
|  |  |  |  |                                  |                                  |                                  |                                  |                                        |                                        | Roderick "Jess" McMahon (1882—1954)    | Roderick "Jess" McMahon (1882—1954)    | Roderick "Jess" McMahon (1882—1954)    | Roderick "Jess" McMahon (1882—1954)    | Roderick "Jess" McMahon (1882—1954) | Roderick "Jess" McMahon (1882—1954) |                                    |                                    |                                   |                                   |                                    |                                    | Rose E. Davis (1891—1997)          | Rose E. Davis (1891—1997)          | Rose E. Davis (1891—1997)          | Rose E. Davis (1891—1997)          | Rose E. Davis (1891—1997)       | Rose E. Davis (1891—1997)       |                                  |                                  |                                  |                                  |                                   |                                   |                                   |                                   |                                   |                                   |                                 |                                 |                                 |                                 |                             |                             |                                 |                                 |                                 |                                 |                                 |                                 |  |  |
|  |  |  |  |                                  |                                  |                                  |                                  |                                        |                                        |                                        |                                        |                                        |                                        |                                     |                                     |                                    |                                    |                                   |                                   |                                    |                                    |                                    |                                    |                                    |                                    |                                 |                                 |                                  |                                  |                                  |                                  |                                   |                                   |                                   |                                   |                                   |                                   |                                 |                                 |                                 |                                 |                             |                             |                                 |                                 |                                 |                                 |                                 |                                 |  |  |
|  |  |  |  |                                  |                                  |                                  |                                  | Victoria H. Hanner (1920—2022)         | Victoria H. Hanner (1920—2022)         | Victoria H. Hanner (1920—2022)         | Victoria H. Hanner (1920—2022)         | Victoria H. Hanner (1920—2022)         | Victoria H. Hanner (1920—2022)         |                                     |                                     | Vincent James McMahon (1914—1984)  | Vincent James McMahon (1914—1984)  | Vincent James McMahon (1914—1984) | Vincent James McMahon (1914—1984) | Vincent James McMahon (1914—1984)  | Vincent James McMahon (1914—1984)  |                                    |                                    | Juanita W. Johnston (1916—1998)    | Juanita W. Johnston (1916—1998)    | Juanita W. Johnston (1916—1998) | Juanita W. Johnston (1916—1998) | Juanita W. Johnston (1916—1998)  | Juanita W. Johnston (1916—1998)  |                                  |                                  |                                   |                                   |                                   |                                   |                                   |                                   |                                 |                                 |                                 |                                 |                             |                             |                                 |                                 |                                 |                                 |                                 |                                 |  |  |
|  |  |  |  |                                  |                                  |                                  |                                  | Victoria H. Hanner (1920—2022)         | Victoria H. Hanner (1920—2022)         | Victoria H. Hanner (1920—2022)         | Victoria H. Hanner (1920—2022)         | Victoria H. Hanner (1920—2022)         | Victoria H. Hanner (1920—2022)         |                                     |                                     | Vincent James McMahon (1914—1984)  | Vincent James McMahon (1914—1984)  | Vincent James McMahon (1914—1984) | Vincent James McMahon (1914—1984) | Vincent James McMahon (1914—1984)  | Vincent James McMahon (1914—1984)  |                                    |                                    | Juanita W. Johnston (1916—1998)    | Juanita W. Johnston (1916—1998)    | Juanita W. Johnston (1916—1998) | Juanita W. Johnston (1916—1998) | Juanita W. Johnston (1916—1998)  | Juanita W. Johnston (1916—1998)  |                                  |                                  |                                   |                                   |                                   |                                   |                                   |                                   |                                 |                                 |                                 |                                 |                             |                             |                                 |                                 |                                 |                                 |                                 |                                 |  |  |
|  |  |  |  |                                  |                                  |                                  |                                  |                                        |                                        |                                        |                                        |                                        |                                        |                                     |                                     |                                    |                                    |                                   |                                   |                                    |                                    |                                    |                                    |                                    |                                    |                                 |                                 |                                  |                                  |                                  |                                  |                                   |                                   |                                   |                                   |                                   |                                   |                                 |                                 |                                 |                                 |                             |                             |                                 |                                 |                                 |                                 |                                 |                                 |  |  |
|  |  |  |  |                                  |                                  |                                  |                                  |                                        |                                        | Vincent Kennedy McMahon (sinh 1945)    | Vincent Kennedy McMahon (sinh 1945)    | Vincent Kennedy McMahon (sinh 1945)    | Vincent Kennedy McMahon (sinh 1945)    | Vincent Kennedy McMahon (sinh 1945) | Vincent Kennedy McMahon (sinh 1945) |                                    |                                    | Linda Marie Edwards (sinh 1948)   | Linda Marie Edwards (sinh 1948)   | Linda Marie Edwards (sinh 1948)    | Linda Marie Edwards (sinh 1948)    | Linda Marie Edwards (sinh 1948)    | Linda Marie Edwards (sinh 1948)    |                                    |                                    |                                 |                                 |                                  |                                  |                                  |                                  |                                   |                                   |                                   |                                   |                                   |                                   |                                 |                                 |                                 |                                 |                             |                             |                                 |                                 |                                 |                                 |                                 |                                 |  |  |
|  |  |  |  |                                  |                                  |                                  |                                  |                                        |                                        | Vincent Kennedy McMahon (sinh 1945)    | Vincent Kennedy McMahon (sinh 1945)    | Vincent Kennedy McMahon (sinh 1945)    | Vincent Kennedy McMahon (sinh 1945)    | Vincent Kennedy McMahon (sinh 1945) | Vincent Kennedy McMahon (sinh 1945) |                                    |                                    | Linda Marie Edwards (sinh 1948)   | Linda Marie Edwards (sinh 1948)   | Linda Marie Edwards (sinh 1948)    | Linda Marie Edwards (sinh 1948)    | Linda Marie Edwards (sinh 1948)    | Linda Marie Edwards (sinh 1948)    |                                    |                                    |                                 |                                 |                                  |                                  |                                  |                                  |                                   |                                   |                                   |                                   |                                   |                                   |                                 |                                 |                                 |                                 |                             |                             |                                 |                                 |                                 |                                 |                                 |                                 |  |  |
|  |  |  |  |                                  |                                  |                                  |                                  |                                        |                                        |                                        |                                        |                                        |                                        |                                     |                                     |                                    |                                    |                                   |                                   | {{{- }}}                           |                                    |                                    |                                    |                                    |                                    |                                 |                                 |                                  |                                  |                                  |                                  |                                   |                                   |                                   |                                   |                                   |                                   |                                 |                                 |                                 |                                 |                             |                             |                                 |                                 |                                 |                                 |                                 |                                 |  |  |
|  |  |  |  |                                  |                                  |                                  |                                  |                                        |                                        |                                        |                                        |                                        |                                        |                                     |                                     |                                    |                                    |                                   |                                   |                                    |                                    |                                    |                                    |                                    |                                    |                                 |                                 |                                  |                                  |                                  |                                  |                                   |                                   |                                   |                                   |                                   |                                   |                                 |                                 |                                 |                                 |                             |                             |                                 |                                 |                                 |                                 |                                 |                                 |  |  |
|  |  |  |  |                                  |                                  |                                  |                                  | Stephanie McMahon Levesque (sinh 1976) | Stephanie McMahon Levesque (sinh 1976) | Stephanie McMahon Levesque (sinh 1976) | Stephanie McMahon Levesque (sinh 1976) | Stephanie McMahon Levesque (sinh 1976) | Stephanie McMahon Levesque (sinh 1976) |                                     |                                     | Paul Michael Levesque (sinh 1969)  | Paul Michael Levesque (sinh 1969)  | Paul Michael Levesque (sinh 1969) | Paul Michael Levesque (sinh 1969) | Paul Michael Levesque (sinh 1969)  | Paul Michael Levesque (sinh 1969)  |                                    |                                    |                                    |                                    |                                 |                                 |                                  |                                  |                                  |                                  | Shane Brandon McMahon (sinh 1970) | Shane Brandon McMahon (sinh 1970) | Shane Brandon McMahon (sinh 1970) | Shane Brandon McMahon (sinh 1970) | Shane Brandon McMahon (sinh 1970) | Shane Brandon McMahon (sinh 1970) |                                 |                                 | Marissa Mazzola (sinh 1973)     | Marissa Mazzola (sinh 1973)     | Marissa Mazzola (sinh 1973) | Marissa Mazzola (sinh 1973) | Marissa Mazzola (sinh 1973)     | Marissa Mazzola (sinh 1973)     |                                 |                                 |                                 |                                 |  |  |
|  |  |  |  |                                  |                                  |                                  |                                  | Stephanie McMahon Levesque (sinh 1976) | Stephanie McMahon Levesque (sinh 1976) | Stephanie McMahon Levesque (sinh 1976) | Stephanie McMahon Levesque (sinh 1976) | Stephanie McMahon Levesque (sinh 1976) | Stephanie McMahon Levesque (sinh 1976) |                                     |                                     | Paul Michael Levesque (sinh 1969)  | Paul Michael Levesque (sinh 1969)  | Paul Michael Levesque (sinh 1969) | Paul Michael Levesque (sinh 1969) | Paul Michael Levesque (sinh 1969)  | Paul Michael Levesque (sinh 1969)  |                                    |                                    |                                    |                                    |                                 |                                 |                                  |                                  |                                  |                                  | Shane Brandon McMahon (sinh 1970) | Shane Brandon McMahon (sinh 1970) | Shane Brandon McMahon (sinh 1970) | Shane Brandon McMahon (sinh 1970) | Shane Brandon McMahon (sinh 1970) | Shane Brandon McMahon (sinh 1970) |                                 |                                 | Marissa Mazzola (sinh 1973)     | Marissa Mazzola (sinh 1973)     | Marissa Mazzola (sinh 1973) | Marissa Mazzola (sinh 1973) | Marissa Mazzola (sinh 1973)     | Marissa Mazzola (sinh 1973)     |                                 |                                 |                                 |                                 |  |  |
|  |  |  |  |                                  |                                  |                                  |                                  |                                        |                                        |                                        |                                        |                                        |                                        |                                     |                                     |                                    |                                    |                                   |                                   |                                    |                                    |                                    |                                    |                                    |                                    |                                 |                                 |                                  |                                  |                                  |                                  |                                   |                                   |                                   |                                   |                                   |                                   |                                 |                                 |                                 |                                 |                             |                             |                                 |                                 |                                 |                                 |                                 |                                 |  |  |
|  |  |  |  |                                  |                                  |                                  |                                  |                                        |                                        |                                        |                                        |                                        |                                        |                                     |                                     |                                    |                                    |                                   |                                   |                                    |                                    |                                    |                                    |                                    |                                    |                                 |                                 |                                  |                                  |                                  |                                  |                                   |                                   |                                   |                                   |                                   |                                   |                                 |                                 |                                 |                                 |                             |                             |                                 |                                 |                                 |                                 |                                 |                                 |  |  |
|  |  |  |  | Aurora Rose Levesque (sinh 2006) | Aurora Rose Levesque (sinh 2006) | Aurora Rose Levesque (sinh 2006) | Aurora Rose Levesque (sinh 2006) | Aurora Rose Levesque (sinh 2006)       | Aurora Rose Levesque (sinh 2006)       |                                        |                                        | Murphy Claire Levesque (sinh 2008)     | Murphy Claire Levesque (sinh 2008)     | Murphy Claire Levesque (sinh 2008)  | Murphy Claire Levesque (sinh 2008)  | Murphy Claire Levesque (sinh 2008) | Murphy Claire Levesque (sinh 2008) |                                   |                                   | Vaughn Evelyn Levesque (sinh 2010) | Vaughn Evelyn Levesque (sinh 2010) | Vaughn Evelyn Levesque (sinh 2010) | Vaughn Evelyn Levesque (sinh 2010) | Vaughn Evelyn Levesque (sinh 2010) | Vaughn Evelyn Levesque (sinh 2010) |                                 |                                 | Declan James McMahon (sinh 2004) | Declan James McMahon (sinh 2004) | Declan James McMahon (sinh 2004) | Declan James McMahon (sinh 2004) | Declan James McMahon (sinh 2004)  | Declan James McMahon (sinh 2004)  |                                   |                                   | Kenyon Jess McMahon (sinh 2006)   | Kenyon Jess McMahon (sinh 2006)   | Kenyon Jess McMahon (sinh 2006) | Kenyon Jess McMahon (sinh 2006) | Kenyon Jess McMahon (sinh 2006) | Kenyon Jess McMahon (sinh 2006) |                             |                             | Rogan Henry McMahon (sinh 2010) | Rogan Henry McMahon (sinh 2010) | Rogan Henry McMahon (sinh 2010) | Rogan Henry McMahon (sinh 2010) | Rogan Henry McMahon (sinh 2010) | Rogan Henry McMahon (sinh 2010) |  |  |

## Danh sách công việc
- Jess McMahon: Đồng sáng lập WWE
- Vince McMahon: Đồng sáng lập, Chủ tịch Hội đồng quản trị, Giám đốc điều hành WWE; thành lập và chủ nhân của Alpha Entertaiment
- Linda McMahon: Cựu Giám đốc điều hành WWE, Cựu Quản trị viên Cục quản lý Doanh nghiệp nhỏ chính phủ Hoa Kỳ
- Stephanie McMahon: Giám đốc Thương hiệu WWE; thành viên Hội đồng quản trị WWE
- Paul "Triple H" Levesque: Phó Chủ tịch Điều hành của Tài năng, trực tiếp sự kiện & Sáng tạo cho WWE; thành viên Hội đồng quản trị WWE; sáng lập và điều hành NXT
- Shane McMahon: Phó Ban Điều hành về Truyền thông Toàn cầu WWE và Giám đốc điều hành của Công ty Seven Stars Cloud Group; Chủ sở hữu thiểu số WWE